# Jordan Farmar
Jordan Farmar, né le 30 novembre 1986 à Los Angeles (Californie), est un joueur américain de basket-ball qui évolue au poste de meneur. Californien de naissance, il passe deux ans aux Bruins de l'université de Californie à Los Angeles (UCLA). Il est sélectionné lors de la draft 2006 par les Lakers de Los Angeles avec le 26e choix.

## Carrière universitaire
Débarqué sur le campus de UCLA avec une réputation flatteuse, Jordan Farmar et Arron Afflalo (qui évolue depuis cette saison pour les Pistons de Détroit) ont joué un rôle clé dans le renouveau des Bruins. Sous la houlette de l'entraîneur Ben Howland, Farmar devient rapidement le chouchou du Pauley Pavilion et le joueur vedette de l'équipe, et se retrouve nommé dans le 5 majeur de sa Conférence dès sa première saison à ce niveau. Il hésite alors à se présenter à la Draft de la NBA mais choisi finalement de continuer l'aventure à UCLA pour une saison supplémentaire, dans l'optique d'écrire de faire vivre de nouvelles heures de gloire aux fans des Bruins.
Lors de sa seconde saison, les Bruins atteignent le Final Four, puis se qualifient pour la finale en sortant LSU. Opposés aux Gators de Floride du Français Joakim Noah, les Bruins ratent l'occasion de garnir la vitrine de l'université d'un nouveau trophée, et doivent capituler sur le score de 73-57. Sur un plan personnel, Farmar est néanmoins le grand gagnant du match, car si ses coéquipiers, et notamment Afflalo, passent à travers, il prouve ses capacités à être performant sous pression.
Il termine en effet meilleur marqueur de la rencontre avec 18 points et en profite pour taper dans l'œil des recruteurs NBA.
Il choisit alors de franchir le cap à l'été 2006 et s'inscrit à la draft de la NBA. Et pour lui le rêve devient réalité puisque l'équipe de sa ville, les Lakers de Los Angeles, le sélectionne en fin de premier tour.

## Carrière professionnelle

### Saison rookie (2006-2007)
Comme à UCLA, il devient très rapidement le chouchou du public en raison de son statut de joueur du coin et de son style de jeu énergique, et s'impose comme un remplaçant très intéressant pour les Lakers.
À chacune de ses entrées en jeu, il impressionne par son audace, sa lucidité et le rythme effréné qu'il imprime à chaque match. Mais au fur et à mesure de la saison et un peu à l'image de son équipe, Farmar va baisser de régime. Il rencontre alors ce que l'on appelle le mur des rookies ('Rookie Wall en anglais), expression employée pour souligner les difficultés souvent rencontrées par les rookies à s'adapter au rythme éreintant de la National Basketball Association (82 matches en saison régulière).
Son temps de jeu s'amenuise alors, et il est même envoyé disputer trois matches, avec l'équipe réserve des Lakers, les D-Fenders de Los Angeles dans la NBA Development League. Le 1er avril, il marque 18 points dans la défaite à domicile contre l'Arsenal d'Anaheim. Après, ce match, il est rappelé par les Lakers pour la rencontre chez les Kings de Sacramento. Mais, il est envoyé dans l'équipe réserve et rappelé chez les Lakers plusieurs fois entre le 31 mars et le 12 avril. Titularisé deux fois sur les trois matches joués avec les D-Fenders, Farmar tourne à 14,67 points, 5,67 passes décisives, 2,67 rebonds par match et 100 % aux lancers-francs (14 sur 14).
Mais, devant les performances très médiocres de ses deux concurrents au poste de meneur, Smush Parker et Shammond Williams, l'entraîneur Phil Jackson essaie de relancer son équipe, et confie à Farmar le poste de meneur titulaire à seulement deux matches de la fin de saison. Farmar répond présent et guide les Lakers vers deux victoires qui leur assurent une qualification in extremis en playoffs. Il conserve ainsi son poste pour les playoffs où il se voit proposer une tâche quasi impossible, ralentir le double MVP en titre de la NBA Steve Nash et son équipe des Suns de Phoenix. Il tourne à plus de 6 points de moyenne sur la série et engrange un maximum d'expérience, mais les Lakers s'inclinent sans surprise en 5 manches.

### Saison 2007-2008
À l'entame de la nouvelle saison, Farmar voit sa concurrence se renouveler, avec les départs de Parker et Williams, remplacés par Derek Fisher et Javaris Crittenton. Il débute l'ensemble des rencontres de la saison régulière sur le banc et évolue en relais du vétéran Fisher. Il obtient ainsi un temps de jeu de plus de 20 minutes, temps qu'il met à profit pour inscrire 9,1 points, donner 2,7 passes et réussir 0,9 interception. Il réussit à trois reprises à franchir la barre des 20 points dont un score de 24 points contre Miami. Il dispute également les 21 rencontres de playoffs disputées par sa franchise qui parvient en finale NBA face aux Celtics de Boston. Ceux-ci remportent le titre NBA à l'issue de la sixième rencontre. Lors des deux dernières rencontres de cette finale, il inscrit 11 puis 12 points en respectivement 22 minutes 18 puis 25 minutes 57. Sur l'ensemble des playoffs, ses statistiques sont de 5,7 points, 1,6 rebond et 1,3 passe en 17 minutes 1.

### Saison 2008-2009
En début de saison suivante, il se blesse lors d'une défaite des Lakers de Los Angeles face au Heat de Miami sur le score de 87-89. Il subit une opération du ménisque du genou gauche qui le tient éloigné des terrains pour huit semaines. Au total, il dispute 62 rencontres de saison régulière et obtient des statistiques de 6,4 points, 1,8 rebond, 2,4 passes et 0,9 interception. Il dispute 20 des 23 matchs de playoffs des Lakers et disputent ainsi sa deuxième série de Finales NBA. Opposés au Magic d'Orlando, la franchise des Lakers l'emporte quatre à un pour remporter son quinzième titre NBA. Sur cette série, il effectue sa meilleure rencontre lors de la défaite 108 à 104 lors du troisième match avec 11 points, 3 rebonds et 15 minutes 57. Sur l'ensemble des playoffs, il inscrit 4,7 points, capte 1,4 rebond et délivre 1,7 passe en 13 minutes.

### Saison 2009-2010
Lors de sa quatrième saison sous le maillot de Lakers, il dispute la totalité des matchs de saison régulière, présentant des statistiques de 7,2 points, 1,6 rebond, 1,5 passe et 0,6 interception en 18 minutes. En playoffs, elles sont de 4,6 points, 1,2 rebond, 1,4 passe en 13 minutes 1. Il dispute 23 matchs lors de ces playoffs où les Lakers disputent une seconde finale NBA consécutive, face aux Celtics, qui les avaient battu lors de la finale 2008. Les Lakers prennent leur revanche en s'imposant 83 à 79 lors de la septième et ultime manche de la série. 
Il gagne un second titre NBA face aux Celtics de Boston.

### Saison 2010-2011
À l'intersaison, son statut d'agent libre lui permet de rejoindre les Nets du New Jersey où il signe un contrat de 3 ans pour un montant de 12 millions de dollars,.

### Saison 2011-2012
Le 3 août 2011, il signe au Maccabi Tel-Aviv en Israël durant le lock-out NBA.
En décembre, à la fin du lock-out, il revient chez les Nets de Brooklyn.
Le 7 mars 2012, Farmar rentre un tir à trois points au buzzer contre les Clippers de Los Angeles et laisse 0,2 seconde à jouer. Il donne la victoire 101 à 100 à son équipe.

### Saison 2012-2013
Le 29 juin 2012, il fait jouer sa clause de départ et espère un contrat sur plusieurs années.
Le 11 juillet 2012,  Farmar, Anthony Morrow, Jordan Williams, Johan Petro, DeShawn Stevenson et un premier tour de draft 2013 sont envoyés aux Hawks d'Atlanta contre Joe Johnson. Le 16 juillet, Farmar est coupé par les Hawks.
Le 12 juillet 2012, il signe un contrat de 15 millions de dollars sur deux ans avec une clause pour une troisième saison  à l'Anadolu Efes en Turquie.

### Saison 2013-2014
Le 10 juillet 2013, il retourne chez les Lakers de Los Angeles afin de pouvoir jouer pour Mike d'Antoni.
Le 1er décembre, lors du match contre les Trail Blazers de Portland, après 56 secondes de jeu, Farmar se blesse aux ischios de la cuisse gauche. Victime d'une déchirure à la cuisse, il doit manquer quatre semaines de compétition. Toutefois, après dix matches manqués, le 25 décembre, pour le match de Noël contre le Heat de Miami, il est totalement rétabli et se montre en tenue. Le 31 décembre, il se blesse de nouveau aux ischios de la cuisse gauche, contre les Bucks de Milwaukee et doit manquer un mois supplémentaire de compétition.
Le 28 février 2014, il établit son record de points en carrière avec 30 unités lors de la victoire des siens contre les Kings de Sacramento, avec un 8 sur 10 à trois points. Dans ce match, les Lakers établissent également leur record de trois points marqués sur un match de saison régulière avec un 19 sur 27.
Le 17 mars, il se blesse à l'aine lors d'un entraînement et doit manquer quinze jours de compétition.

### Saison 2014-2015
Le 9 juillet 2014, il signe un contrat de 4,2 millions de dollars sur deux ans chez les Clippers de Los Angeles avec l'ambition de jouer le titre. Il remplace ainsi Darren Collison, parti aux Kings de Sacramento durant l'intersaison. Mais, Farmar ne trouve jamais sa place dans l'équipe et est libéré le 16 janvier 2015 après avoir accepté un rachat de son contrat. Il se plaignait d'avoir un rôle inconstant et de manquer de temps de jeu dans l'équipe alors que les entraîneurs étaient mécontents de ses performances. En 36 matchs, il affiche des moyennes de 4,6 points, 1,9 passe décisive et 1,2 rebond.
Le 7 février 2015, il signe avec Darüşşafaka dans le championnat turc. En 14 rencontres, il a une moyenne de 14,9 points par match.

### Saison 2015-2016
Le 6 juillet 2015, il retourne en Israël, au Maccabi Tel-Aviv.
Le 21 mars 2016, Farmar signe un contrat de dix jours avec les Grizzlies de Memphis. Le soir, il fait ses débuts avec les Grizzlies lors de la victoire 103 à 97 contre les Suns de Phoenix durant laquelle il termine avec 12 points, trois rebonds, une passes décisive et une interception en 23 minutes. Le 31 mars, il signe avec les Grizzlies pour le reste de la saison.

## Statistiques

### Universitaires
Les statistiques en matchs universitaires de Jordan Farmar sont les suivants :
| Saison    | Équipe | Matchs | Titul. | Min./m | % Tir | % 3pts | % LF | Rbds/m. | Pass/m. | Int/m. | Ctr/m. | Pts/m. |
| --------- | ------ | ------ | ------ | ------ | ----- | ------ | ---- | ------- | ------- | ------ | ------ | ------ |
| 2004-2005 | UCLA   | 29     | 29     | 34,4   | 41,1  | 33,3   | 80,1 | 3,48    | 5,28    | 1,41   | 0,10   | 13,21  |
| 2005-2006 | UCLA   | 37     | 37     | 30,4   | 41,0  | 33,3   | 71,7 | 2,57    | 5,11    | 1,08   | 0,24   | 13,46  |
| Total     |        | 66     | 66     | 32,2   | 41,0  | 33,3   | 76,0 | 2,97    | 5,18    | 1,23   | 0,18   | 13,35  |

### Professionnelles

#### Saison régulière NBA
Légende :
| Champion NBA |

gras = ses meilleures performances
Statistiques en saison régulière de Jordan Farmar
| Saison     | Équipe         | Matchs | Titul. | Min./m | % Tir | % 3pts | % LF  | Rbds/m. | Pass/m. | Int/m. | Ctr/m. | Pts/m. |
| ---------- | -------------- | ------ | ------ | ------ | ----- | ------ | ----- | ------- | ------- | ------ | ------ | ------ |
| 2006-2007  | L. A. Lakers   | 72     | 2      | 15,1   | 42,2  | 32,8   | 71,1  | 1,65    | 1,90    | 0,61   | 0,10   | 4,44   |
| 2007-2008  | L. A. Lakers   | 82     | 0      | 20,6   | 46,1  | 37,1   | 67,9  | 2,23    | 2,74    | 0,94   | 0,06   | 9,13   |
| 2008-2009  | L. A. Lakers   | 65     | 0      | 18,3   | 39,1  | 33,6   | 58,4  | 1,80    | 2,38    | 0,88   | 0,15   | 6,40   |
| 2009-2010  | L. A. Lakers   | 82     | 0      | 18,0   | 43,5  | 37,6   | 67,1  | 1,60    | 1,55    | 0,63   | 0,13   | 7,21   |
| 2010-2011  | New Jersey     | 73     | 18     | 24,6   | 39,2  | 35,9   | 82,0  | 2,37    | 5,04    | 0,85   | 0,08   | 9,60   |
| 2011-2012* | New Jersey     | 39     | 5      | 21,3   | 46,7  | 44,0   | 90,5  | 1,56    | 3,31    | 0,62   | 0,05   | 10,41  |
| 2013-2014  | L. A. Lakers   | 41     | 5      | 22,3   | 41,5  | 43,8   | 74,6  | 2,54    | 4,85    | 0,93   | 0,20   | 10,15  |
| 2014-2015  | L. A. Clippers | 36     | 0      | 14,7   | 38,6  | 36,1   | 90,9  | 1,17    | 1,86    | 0,56   | 0,14   | 4,64   |
| 2015-2016  | Memphis        | 12     | 10     | 24,3   | 42,0  | 35,6   | 100,0 | 2,08    | 3,08    | 1,25   | 0,17   | 9,17   |
| Total      |                | 502    | 40     | 19,5   | 42,3  | 37,4   | 73,9  | 1,90    | 2,88    | 0,77   | 0,11   | 7,72   |

Note: * Cette saison a été réduite de 82 à 66 matchs en raison du Lock out.

Dernière modification le 13 avril 2016

#### Playoffs NBA
Statistiques en playoffs de Jordan Farmar
| Saison | Équipe       | Matchs | Titul. | Min./m | % Tir | % 3pts | % LF  | Rbds/m. | Pass/m. | Int/m. | Ctr/m. | Pts/m. |
| ------ | ------------ | ------ | ------ | ------ | ----- | ------ | ----- | ------- | ------- | ------ | ------ | ------ |
| 2007   | L. A. Lakers | 5      | 5      | 22,9   | 42,9  | 20,0   | 85,7  | 2,80    | 1,60    | 1,20   | 0,20   | 6,40   |
| 2008   | L. A. Lakers | 21     | 0      | 17,1   | 38,3  | 38,6   | 87,5  | 1,57    | 1,29    | 0,33   | 0,19   | 5,67   |
| 2009   | L. A. Lakers | 20     | 1      | 13,0   | 39,1  | 30,8   | 73,7  | 1,40    | 1,65    | 0,45   | 0,15   | 4,70   |
| 2010   | L. A. Lakers | 23     | 0      | 13,1   | 40,4  | 40,0   | 69,2  | 1,17    | 1,39    | 0,74   | 0,00   | 4,57   |
| 2016   | Memphis      | 4      | 4      | 28,3   | 32,3  | 33,3   | 100,0 | 1,50    | 4,00    | 0,75   | 0,25   | 6,75   |
| Total  |              | 69     | 6      | 15,0   | 39,5  | 35,7   | 78,2  | 1,48    | 1,45    | 0,57   | 0,12   | 5,07   |

Dernière mise à jour le 24 avril 2016

## Records NBA
Les records personnels de Jordan Farmar, officiellement recensés par la NBA sont les suivants :
| Type de statistique        | Saison régulière | Saison régulière                       | Saison régulière                  | Playoffs | Playoffs                                     | Playoffs                    |
| Type de statistique        | Record           | Adversaire                             | Date                              | Record   | Adversaire                                   | Date                        |
| -------------------------- | ---------------- | -------------------------------------- | --------------------------------- | -------- | -------------------------------------------- | --------------------------- |
| Points                     | 30               | Kings de Sacramento                    | 28 février 2014                   | 14       | Spurs de San Antonio Thunder d'Oklahoma City | 23 mai 2008 27 avril 2010   |
| Paniers marqués            | 12               | Thunder d'Oklahoma City                | 1er décembre 2010                 | 5        | 3 fois                                       |                             |
| Paniers tentés             | 21               | Thunder d'Oklahoma City                | 1er décembre 2010                 | 11       | @ Nuggets de Denver @ Spurs de San Antonio   | 26 avril 2008 19 avril 2016 |
| Paniers à 3 points réussis | 8                | Kings de Sacramento                    | 28 février 2014                   | 3        | 4 fois                                       |                             |
| Paniers à 3 points tentés  | 11               | Clippers de Los Angeles                | 11 mars 2011                      | 5        | 4 fois                                       |                             |
| Lancers francs réussis     | 7                | @ Rockets de Houston                   | 10 janvier 2007                   | 6        | @ Rockets de Houston Thunder d'Oklahoma City | 8 mai 2009 27 avril 2010    |
| Lancers francs tentés      | 8                | Kings de Sacramento Nets du New Jersey | 23 novembre 2008 25 novembre 2008 | 8        | @ Rockets de Houston Thunder d'Oklahoma City | 8 mai 2009 27 avril 2010    |
| Rebonds offensifs          | 3                | 5 fois                                 |                                   | 2        | @ Rockets de Houston                         | 8 mai 2009                  |
| Rebonds défensifs          | 8                | Knicks de New York                     | 8 avril 2011                      | 5        | @ Suns de Phoenix                            | 2 mai 2007                  |
| Rebonds totaux             | 9                | @ Rockets de Houston                   | 14 novembre 2007                  | 5        | @ Suns de Phoenix @ Rockets de Houston       | 2 mai 2007 8 mai 2009       |
| Passes décisives           | 17               | @ Wizards de Washington                | 20 mars 2011                      | 7        | @ Rockets de Houston                         | 8 mai 2009                  |
| Interceptions              | 6                | @ Timberwolves du Minnesota            | 22 février 2009                   | 3        | @ Suns de Phoenix Celtics de Boston          | 2 mai 2007 15 juin 2010     |
| Contres                    | 2                | 5 fois                                 |                                   | 1        | 9 fois                                       |                             |
| Balles perdues             | 6                | Rockets de Houston                     | 19 février 2014                   | 5        | Spurs de San Antonio                         | 24 avril 2016               |
| Minutes jouées             | 52               | @ Thunder d'Oklahoma City              | 1er décembre 2010                 | 33       | @ Rockets de Houston Spurs de San Antonio    | 8 mai 2009 22 avril 2016    |

- Double-double : 8 (au terme de la saison 2015/2016)
- Triple-double : aucun.

## Clubs successifs
- 2006-2010 :  Lakers de Los Angeles.
  - 31 Mar.-12 Avr. 2007 :  D-Fenders de Los Angeles.
- 2010-2012 :  Nets du New Jersey.
  - 2011 :  Maccabi Tel-Aviv.
- 2012-2013 :  Anadolu Efes.
- 2013-2014 :  Lakers de Los Angeles.
- 2014-2015 :
  - 2014-Jan.2015 :  Clippers de Los Angeles.
  - Fév.2015-2015 :  Darüşşafaka Doğuş.
- 2015-Mar.2016 :  Maccabi Tel-Aviv.
- mars-juillet 2016 :  Grizzlies de Memphis.
- septembre-novembre 2016 :  Kings de Sacramento.

## Palmarès
- Champion NBA en 2009 et 2010 avec les Lakers de Los Angeles.
- Finales NBA en 2008 contre les Celtics de Boston avec les Lakers de Los Angeles.
- Champion de la Conférence Ouest en 2008, 2009 et 2010 avec les Lakers de Los Angeles.
- Champion de la Division Pacifique en 2008, 2009 et 2010 avec les Lakers de Los Angeles.

## En dehors du basket-ball
Jordan Farmar apparaît en caméo dans la série télévisée Numb3rs (saison 5, épisode 18 et saison 6, épisode 2).